# Maisinger Schlucht

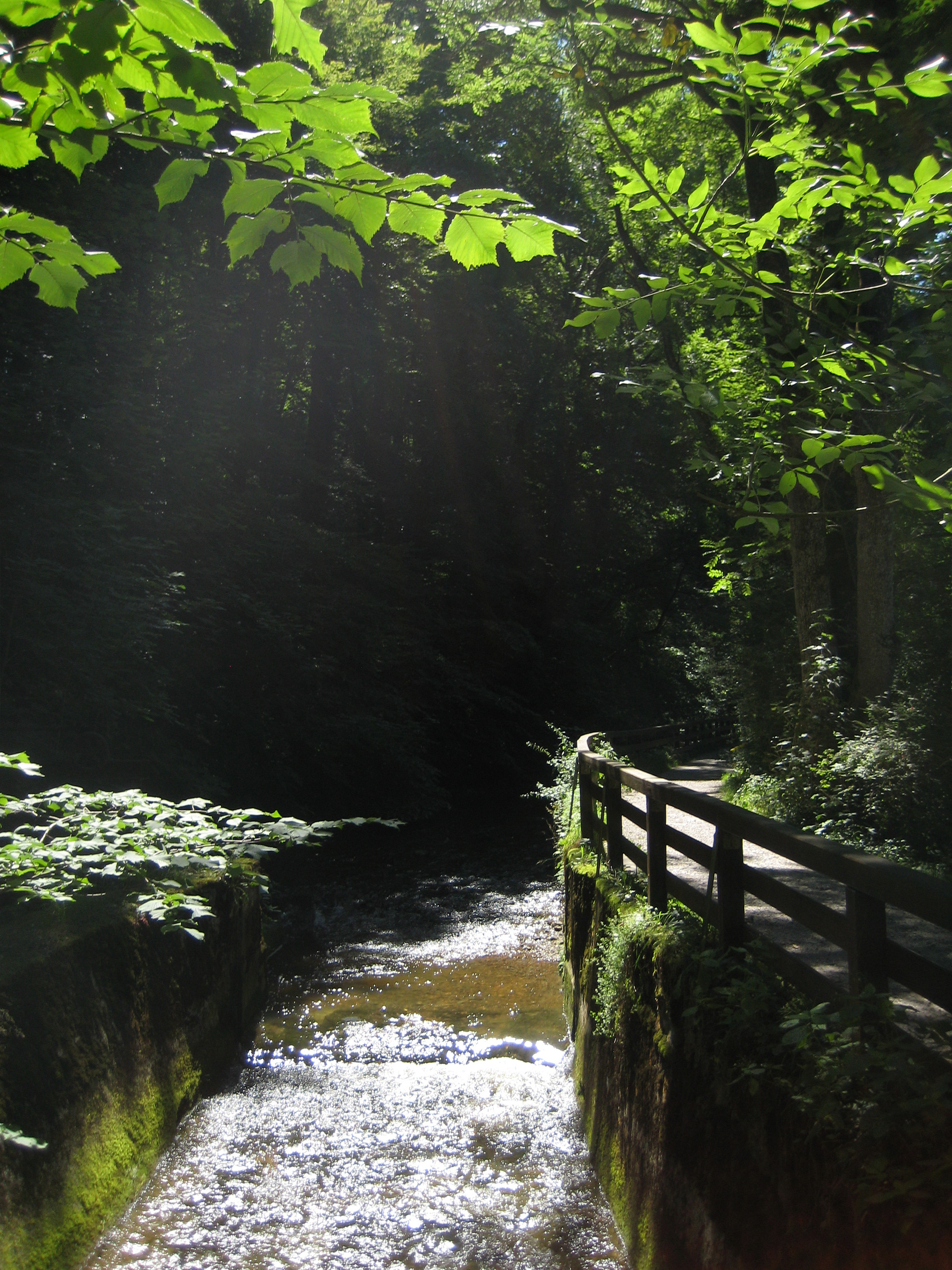
Maisinger Bach mit Gehweg

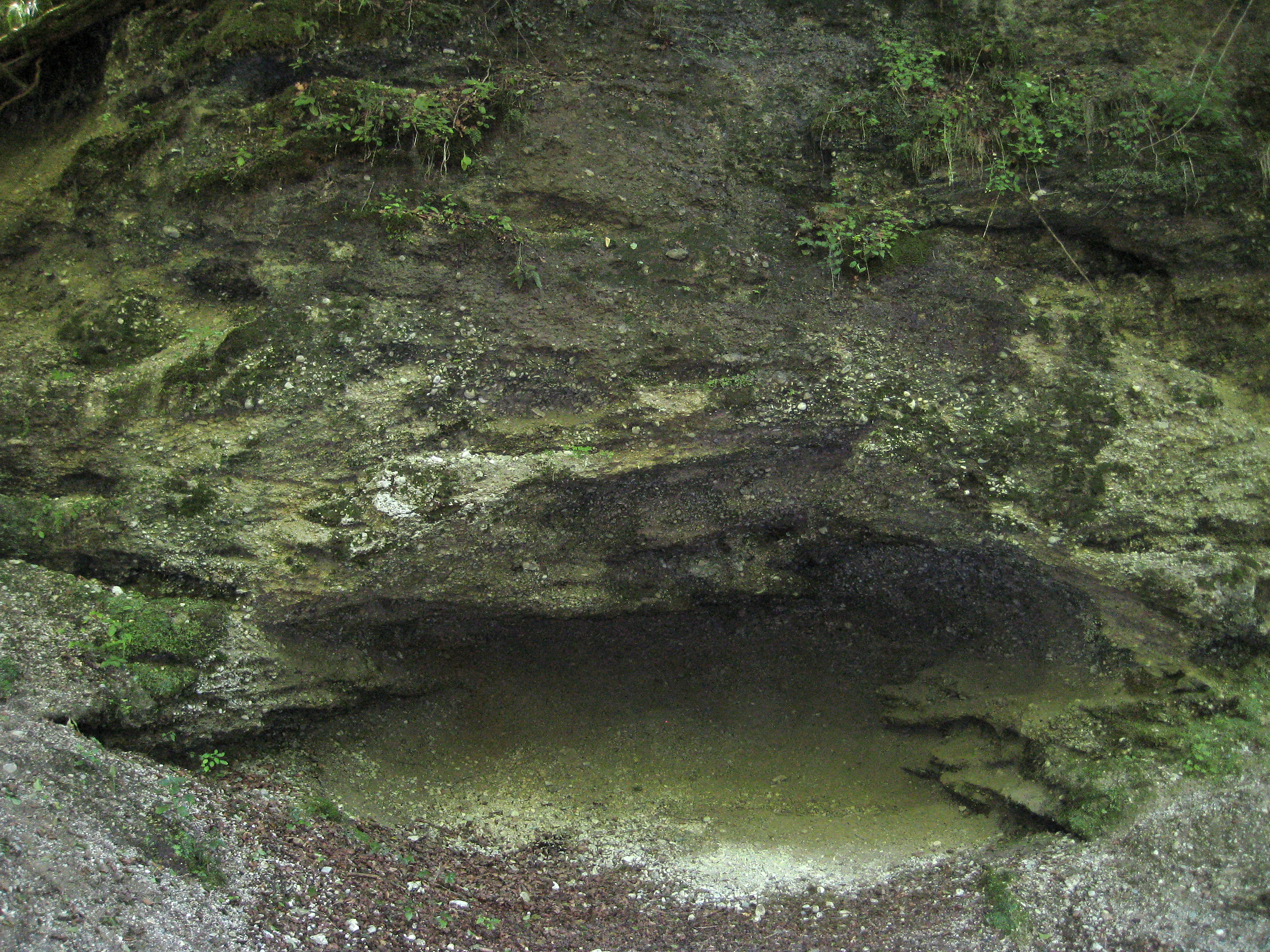
Nagelfluhaufschluss in der Maisinger Schlucht

Die Maisinger Schlucht ist eine südwestlich von Starnberg gelegene Schlucht. Durch diese Schlucht führt der Maisinger Bach.

## Geologie
Die Schlucht ist von etwa 2 bis 8 Meter hohem Nagelfluhgestein umgeben. Vermutlich ist die Schlucht wie der Maisinger See ein Relikt aus der Eiszeit.

## Touristische Bedeutung
Der Maisinger Schlucht kommt insbesondere durch den nahe gelegenen Biergarten am Maisinger See und durch den Ort Maising eine große Bedeutung für Schulklassen und Wanderfreunde zu. Die Schlucht ist sowohl mit dem Fahrrad als auch zu Fuß mit normalem Schuhwerk zu erreichen. Die große Besucherzahl auf dem mitunter schmalen Weg führt manchmal zu Konflikten mit den Mountainbikern. Die Schlucht kann sowohl vom S-Bahnhof Possenhofen als auch vom Ort Maising aus besucht werden. Der Weg ist gut beschildert. Ausdauernde Wanderfreunde können auch eine Variante von Starnberg oder nach Andechs einplanen.

## Trinkwasserschutzgebiet

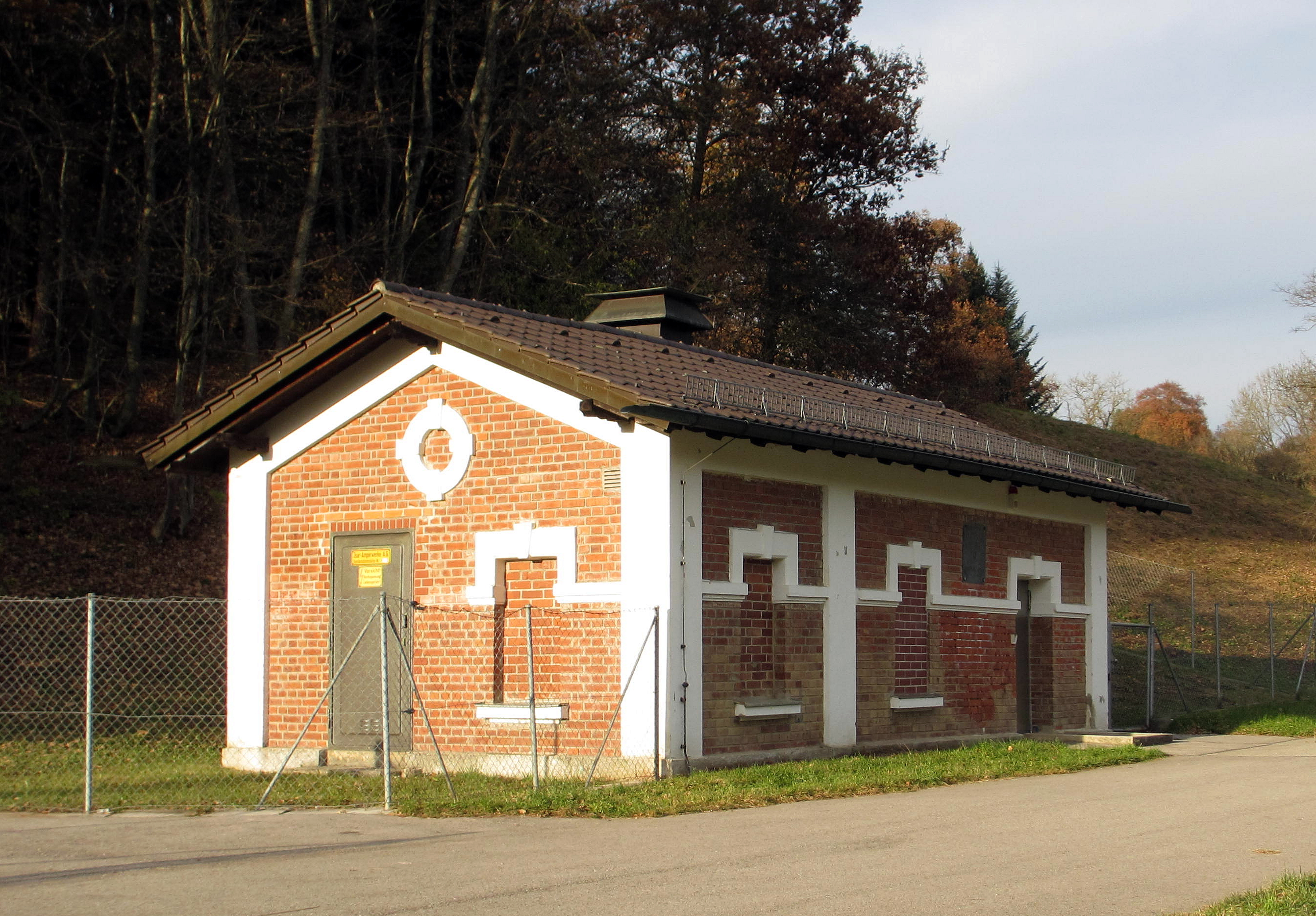
Altes Wasserwerk von 1896

Am Fuße der Maisinger Schlucht liegen die Brunnen für die Trinkwasserversorgung der Stadt Starnberg. Aus wenigen Metern Tiefe wird hier das Trinkwasser für etwa 25.000 Einwohner gefördert, dessen Qualität so gut ist, dass es naturbelassen an die Verbraucher weitergegeben werden kann. Bereits 1896 wurde hier ein Wasserwerk zur Versorgung der umliegenden Gemeinden in Betrieb genommen.

## Schutzgebiete
Die Maisinger Schlucht liegt innerhalb des Landschaftsschutzgebiets Westlicher Teil des Landkreises Starnberg (LSG-00542.01), das 2001 unter Schutz gestellt wurde. 2004 folgte die Anerkennung der in die Endmoränenlandschaft des Starnberger Sees eingeschnittenen Schlucht als FFH-Gebiet unter dem Namen Standortübungsplatz Maising, der sich auf die nahe gelegene General-Fellgiebel-Kaserne bezieht. Das Gebiet des Standortübungsplatzes Maxhof grenzt von Süden an die Maisinger Schlucht. Vor dem Betreten des Übungsgebietes wird durch entsprechende Hinweistafeln gewarnt.
Die Schlucht ist vom Bayerischen Landesamt für Umwelt als wertvolles Geotop (Geotop-Nummer: 188R012) ausgewiesen.

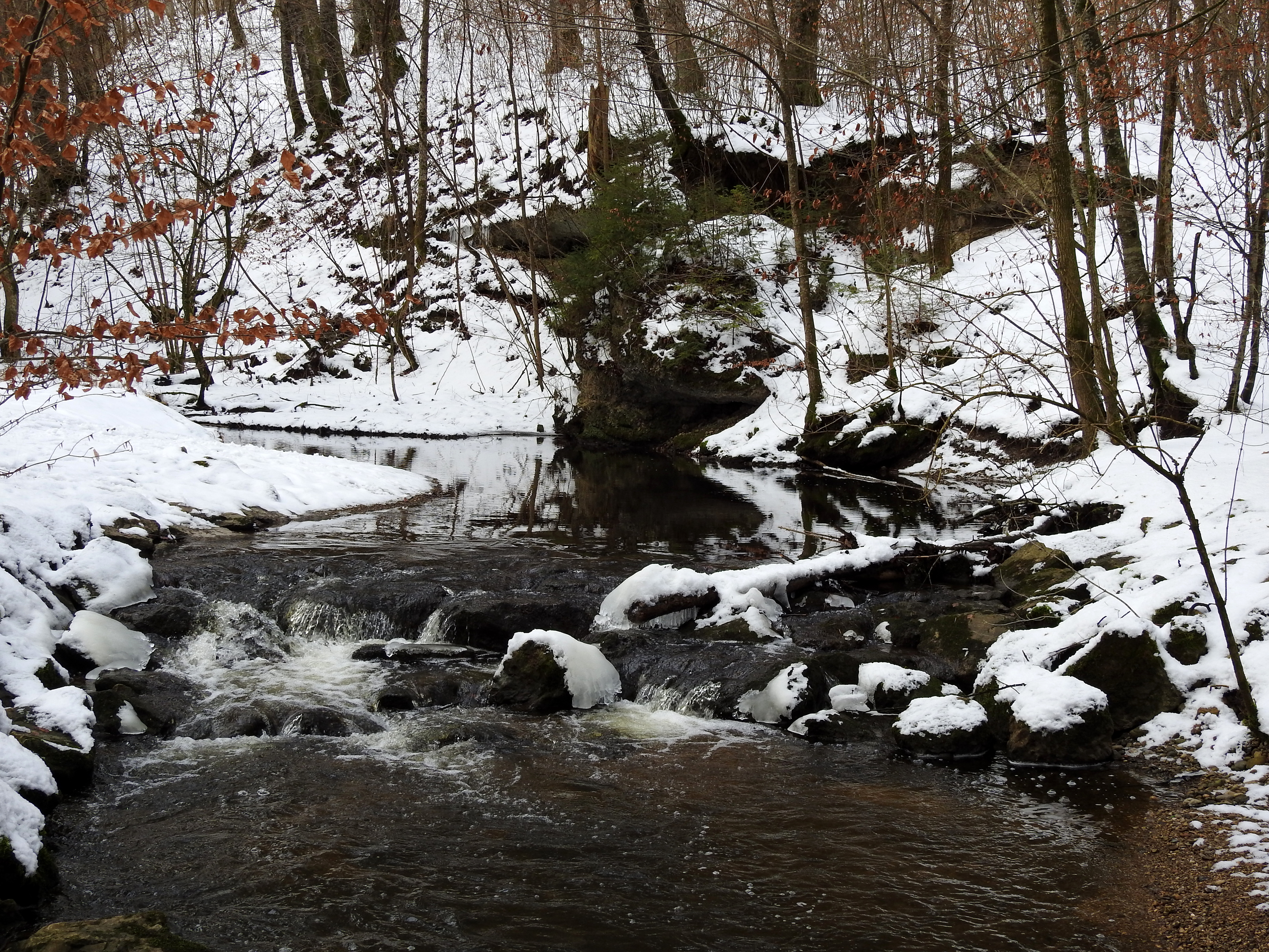
Maisinger Bach im Winter
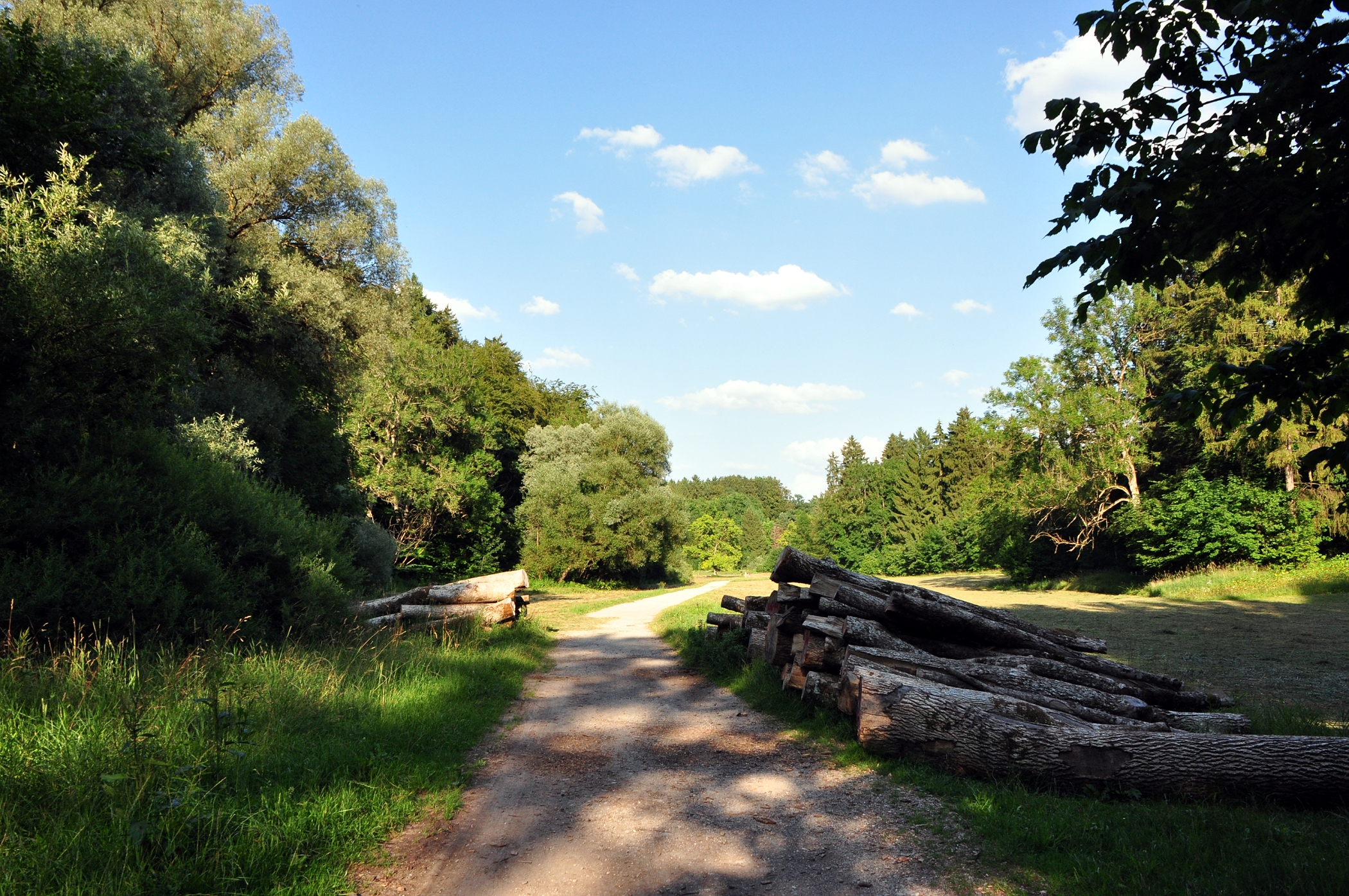
Ausgang der Maisinger Schlucht Richtung Starnberg
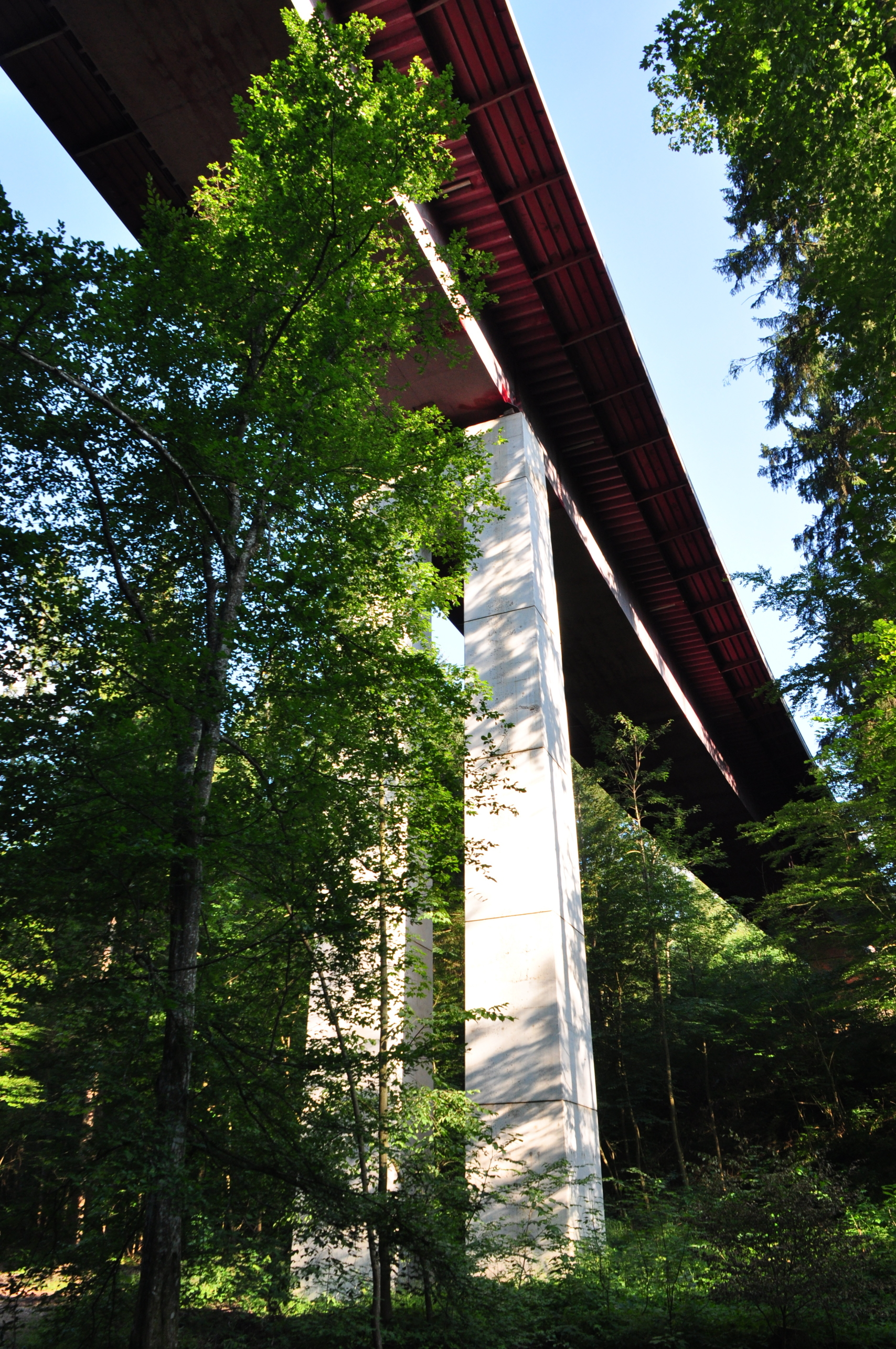
Brücke der St2563 über die Maisinger Schlucht
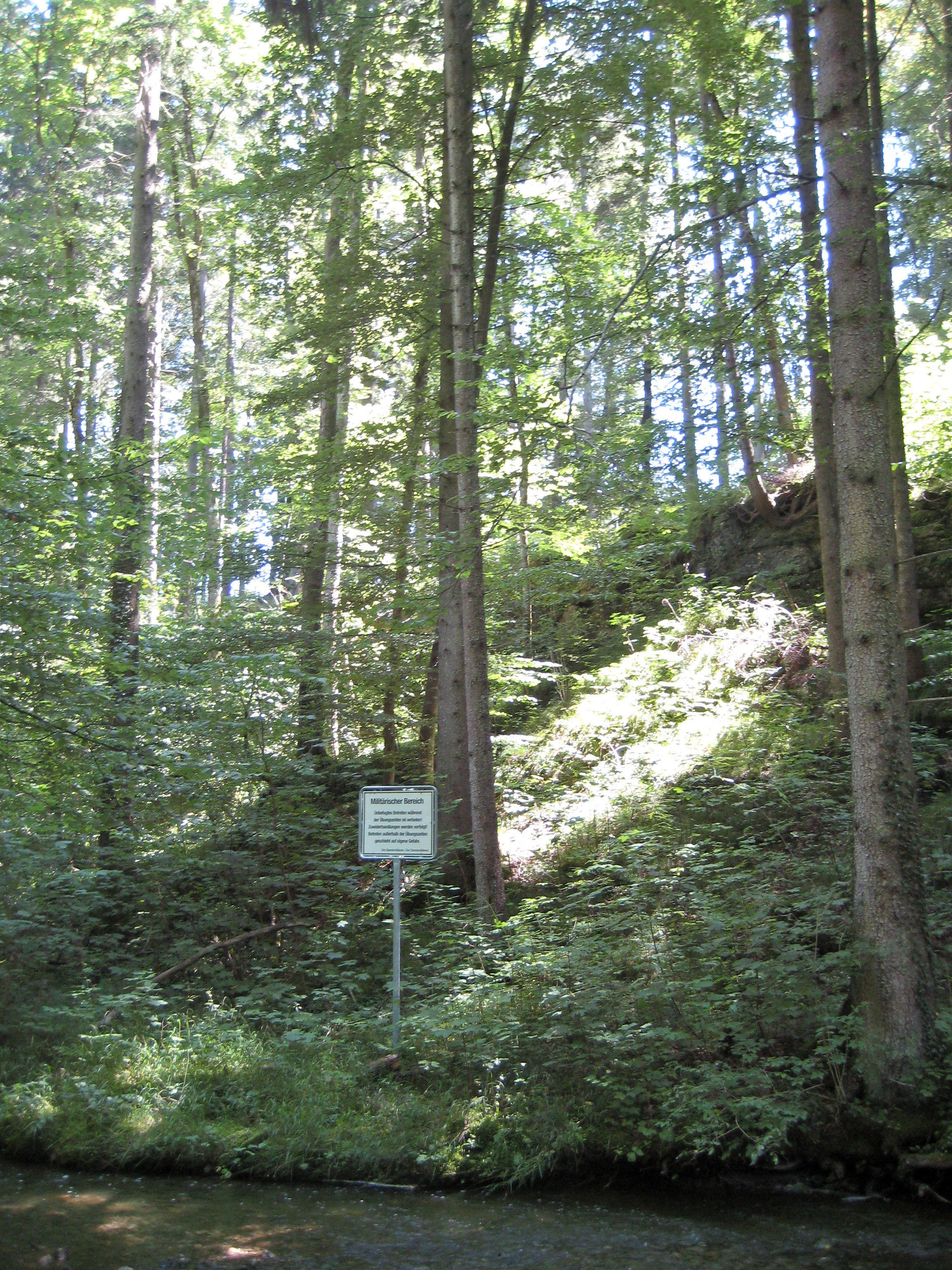
Hinweisschild auf das militärische Übungsgebiet